# Gresham’s School

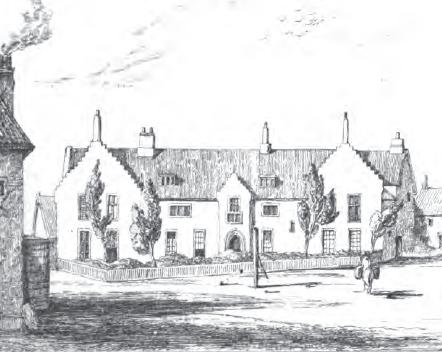
Old School House, Gresham’s School, 1838

Gresham’s School, Szkoła Greshama – prywatna szkoła w Anglii. Znajduje się w Holt w hrabstwie Norfolk. Założył ją w 1555 r. sir John Gresham jako Libera Schola Grammaticalis Iohannis Gresham Militis.
Szkołę rozsławiają jej absolwenci, m.in.
- Wystan Hugh Auden – poeta i pisarz
- Lennox Berkeley – kompozytor
- Peter Brook – reżyser i producent
- Benjamin Britten – kompozytor
- Erskine Childers – prezydent Irlandii
- Christopher Cockerell – inżynier, wynalazca poduszkowca
- James Dyson – inżynier
- Ralph Firman – kierowca wyścigowy
- Stephen Frears – reżyser
- Stephen Fry – aktor
- Sienna Guillory – aktorka filmowa
- Alan Lloyd Hodgkin – biochemik, laureat Nagrody Nobla
- John Lanchester – pisarz i dziennikarz
- Donald Maclean – szpieg
- Ben Nicholson – malarz
- John Reith – BBC
- Sebastian Shaw – aktor